# Liste der Bodendenkmäler in Obing
Auf dieser Seite sind die Bodendenkmäler in der oberbayerischen Gemeinde Obing zusammengestellt. Diese Tabelle ist eine Teilliste der Liste der Bodendenkmäler in Bayern. Grundlage ist die Bayerische Denkmalliste, die auf Basis des Bayerischen Denkmalschutzgesetzes vom 1. Oktober 1973 erstmals erstellt wurde und seither durch das Bayerische Landesamt für Denkmalpflege geführt wird. Die folgenden Angaben ersetzen nicht die rechtsverbindliche Auskunft der Denkmalschutzbehörde.

## Bodendenkmäler der Gemeinde

### Bodendenkmäler in der Gemarkung Albertaich
| Lage                  | Objekt | Akten-Nr.     | Bild           |
| --------------------- | --- | ------------- | -------------- |
| Albertaich (Standort) | Untertägige mittelalterliche und frühneuzeitliche Befunde im Bereich der Katholischen Filialkirche St. Jakobus der Ältere in Albertaich und ihrer Vorgängerbauten. | D-1-7940-0070 | weitere Bilder |
| Albertaich (Standort) | Untertägige mittelalterliche und frühneuzeitliche Befunde im Bereich der Katholischen Filialkirche St. Ägidius in Diepoldsberg und ihrer Vorgängerbauten.          | D-1-7940-0074 |                |

### Bodendenkmäler in der Gemarkung Obing
| Lage                                    | Objekt | Akten-Nr.     | Bild                        |
| --------------------------------------- | --- | ------------- | --------------------------- |
| Obing (Standort)                        | Körpergräber des frühen Mittelalters. | D-1-7940-0005 |                             |
| Obing (Standort)                        | Bohlenweg vor- und frühgeschichtlicher Zeitstellung. | D-1-7940-0007 |                             |
| Obing Wasserburger Straße 23 (Standort) | Körpergräber des frühen Mittelalters. | D-1-7940-0032 |                             |
| Obing (Standort)                        | Abgegangenes Hofmarkschloss des Mittelalters und der frühen Neuzeit (Schloss Obing) | D-1-7940-0067 | Abgegangenes Hofmarkschloss |
| Obing Kienberger Straße 4 (Standort)    | Untertägige mittelalterliche und frühneuzeitliche Befunde im Bereich der Katholischen Pfarrkirche St. Laurentius in Obing und ihrer Vorgängerbauten mit abgegangener spätmittelalterlicher Kapelle St. Michael. | D-1-7940-0068 | weitere Bilder              |
| Obing (Standort)                        | Verebneter Grabhügel mit Bestattungen der Hallstattzeit. | D-1-8040-0006 |                             |
| Obing (Standort)                        | Körpergräber des frühen Mittelalters. | D-1-8040-0007 |                             |
| Obing (Standort)                        | Grabhügel vorgeschichtlicher Zeitstellung. | D-1-8040-0113 |                             |
| Obing (Standort)                        | Grabhügel vorgeschichtlicher Zeitstellung. | D-1-8040-0287 |                             |